# Shackelia Jackson
Shackelia Jackson (ur. 27 września 1982 w Kingston) – jamajska działaczka na rzecz praw człowieka, która prowadzi kampanię na rzecz zmian w wymiarze sprawiedliwości tego kraju od 2014 roku. Wtedy to jeden z miejscowych policjantów zabił jej brata. 

## Zabójstwo Nakiei Jacksona
Brat Shackelii Jackson, Nakiea, został zastrzelony w 2014 przez funkcjonariuszy jamajskiej policji w ich rodzinnym mieście, Kingston. 
Nakiea pracował w restauracji, miał 29 lat. Był znany w Orange Villa (na przedmieściach Kingston) ze swoich umiejętności kulinarnych. Rankiem 20 stycznia 2014 świadkowie widzieli, jak Nakiea przygotowywał lunch – smażonego kurczaka na zamówienie lokalnego oddziału Narodowego Banku Krwi. Widzieli też moment, kiedy jeden z funkcjonariuszy policji wszedł do środka i strzelił do niego dwa razy. Później został wywleczony za nogi na zewnątrz i pozostawiony na chodniku. Po chwili wrzucono go na tył radiowozu i zabrano do szpitala, gdzie zmarł. Sekcja zwłok wykazała, że śmierć nastąpiła na skutek dwóch ran postrzałowych. 
Kiedy padły strzały, siostra Nakiei, Shackelia, słyszała ludzi krzyczących jego imię przed jej domem i pobiegła zobaczyć co się stało. Najpierw stwierdziła, że wszystko wygląda normalnie, jednak niedługo potem zauważyła jeden z kapci Nakiei na podłodze i ślady krwi. „Moje serce przestało bić. Moje życie zatrzymało się tego dnia” – wspominała. Po tym, co zobaczyła, wyszła i zamknęła drzwi, by pozostawić miejsce zbrodni w nienaruszonym stanie. 
Policja tłumaczyła później, że w okolicy dokonano rozboju, a funkcjonariusze próbowali zatrzymać mężczyznę, który celował do nich z broni palnej. Poszukiwano „wyglądającego na rastafarianina” mężczyzny z dredami. Nakiea pasował do tego opisu. Policja poinformowała, że zabezpieczono pistolet 9 mm. Jednakże świadkowie stwierdzili, że Nakiea był nieuzbrojony w momencie, gdy do niego strzelono. 
Sprawa przeciwko policjantowi, który zastrzelił Nakieę, została umorzona w lipcu 2016. Jeden z kluczowych świadków odmówił stawienia się w sądzie. Według Amnesty International przestraszył się tego, co mogłoby się stać w późniejszym czasie (po jego zeznaniach). Rodzina Jacksonów złożyła apelację od tej decyzji. 

Shackelia Jackson powiedziała później: 

System jest zepsuty. . . Powinniśmy przynajmniej mieć możliwość pójścia do sądu i tego, aby sędziowie rozpoznali sprawę. Chcę mieć możliwość zobaczenia wszystkich dowodów i obrony mojego stanowiska. Chcę tylko sprawiedliwości. To nie jest równa walka, ale jestem optymistką i będę kontynuować walkę o to, co słuszne.

Shackelia Jackson, International Business Times UK

    
 Od 2000 roku, próbując walczyć z wysokim wskaźnikiem przestępczości w kraju (za pomocą tak zwanego „twardego podejścia”), policja na Jamajce zabiła prawdopodobnie ponad 3000 osób - głównie młodych mężczyzn. W 2017 liczba osób zabitych z rąk jamajskich funkcjonariuszy organów ścigania wynosiła 168 osób (trzy osoby tygodniowo) w liczącym 2,8 miliona osób narodzie.   

## Kampania
Od śmierci Nakiei Shackelia była aktywną działaczką na rzecz reformy policji i wymiaru sprawiedliwości na Jamajce. Koncentrowała się szczególnie na młodych mężczyznach z dzielnic śródmiejskich o niskich dochodach. Opowiadała się za zmianami w sposobie rozpatrywania spraw o przestępstwa w jamajskich sądach i zmianie sposobu traktowania funkcjonariuszy policji oskarżonych o przestępstwo:  

Potrzebujemy zmian legislacyjnych, aby zapewnić pełną transparentność. Policja ma taki sam system szkolenia, jak w latach 60. XX wieku i musi ewoluować, aby odpowiadała wymaganiom społeczeństwa w XXI wieku

Jackson stwierdziła również:

Chciałabym powiedzieć, że aktywizm mnie wybrał. Zostałam wyznaczona po to aby zmieniać ścieżkę życia, aby wprowadzać zmiany legislacyjne i polityczne, które zapewnią sprawiedliwość wszystkim i zakończą przemoc oraz terroryzm na Jamajce, uratują życie innym. I pomimo nieustannych prób podejmowanych przez władze jamajskie, aby powstrzymać mnie od osiągnięcia sukcesu, nie zrażam się tym i nie poddaję się

Shackelia Jackson, Huffington Post

    
 Hannah Chapman w The Northern Echo z kolei napisała:   

Sufrażystkami ubiegłego wieku są dziś obrończynie praw człowieka. Każdego dnia wciąż wykorzystują swoje głośne i pełne pasji głosy, aby wzmacniać społeczności, chronić słabszych i stworzyć sprawiedliwszy, bardziej równy świat. . . W tej chwili Shackelia Jackson walczy o sprawiedliwość po tym, jak jej brat został zastrzelony przez policję na Jamajce

Hanna Chapman, The Northern Echo

Na podstawie.       

 W styczniu 2018 Jackson na łamach gazety Huffington Post powiedziała, że otrzymała ponad 6000 listów, tweetów i e-maili od osób z całej Wielkiej Brytanii, które popierają jej działalność w ramach kampanii Write for Rights prowadzonej przez Amnesty International. 